# فريديريك موسو
فريديريك موسو (بالفرنسية: Frédéric Musso)‏ (3 فبراير 1941 - 5 سبتمبر 2020)، هو كاتب وشاعر وصحفي فرنسي من مواليد الجزائر. 